# Алматинский историко-архитектурный заповедник
Алматинский государственный историко-архитектурный и мемориальный заповедник — комплекс памятников исторического центра Верного и Алма-Аты. Историко-архитектурный ансамбль в границах улиц Толе-би — Кунаева — Гоголя — Зенкова представлен строениями конца XIX — середины XX века.

## Создание заповедника
Заповедник был создан постановлением Правительства Республики Казахстан от 25 ноября 1993 года. Согласно ему в границах улиц Толе-би — К.Маркса (ныне Кунаева) — Гоголя — Зенкова создавался историко-архитектурный заповедник, с включением в него ряда строений расположенных на указанной территории.
На территории заповедника запрещено новое строительство. Реконструкция объектов возможна исключительно с разрешения Министерства культуры Казахстана.
Площадь заповедника составила 31 га.
В постановлении ошибочно указан адрес Пушкинского женского училища города Верного. Вместо дома 51 по улице Гоголя был указан дом номер 45.
С 1997 года согласно Постановлению Правительства «Алматинский государственный историко-культурный и мемориальный заповедник (объекты входящие в него, включая парк)» не подлежит приватизации.

## Состав заповедника
| * | Памятник истории и культуры Казахстана |
| * | Памятник истории и культуры Алма-Аты   |
| * | Полностью или частично утрачены        |

| Название | Изображение                                                                                       | Годы постройки и авторы                                                                                    | Место нахождения                        |
| --- | ------------------------------------------------------------------------------------------------- | --- | --------------------------------------- |
| Парк имени 28 героев гвардейцев-панфиловцев |                                                                                                   | 1870-е годы                                                                                                | Медеуский район                         |
| Мемориал Славы |                                                                                                   | 1975, архитекторы Т. К. Басенов, Р. А. Сейдалин, скульпторы А. В. Артимович, В. В. Андрюшенко              | Парк имени 28-ми гвардейцев-панфиловцев |
| Кафедральный собор (на 1993 год музей декоративно-прикладного искусства народов Казахстана)                                                       | Вознесенский собор                                                                                | 1904—1906, архитекторы К. А. Борисоглебский, С. К. Тропаревский при участии Н. И. Степанова, А. П. Зенкова | ул. Гоголя, 40в                         |
| Дом офицерского военного собрания |                                                                                                   | 1972, архитекторы Ю. Г. Ратушный, О. Н. Балыкбаев, Т. Е. Ералиев, И. П. Разин                              | ул. Зенкова, 24                         |
| Дом офицерского военного собрания (Музей народных музыкальных инструментов имени Ыхласа)                                                          | Здание Музея народных музыкальных инструментов                                                    | 1908, архитектор А. П. Зенков                                                                              | ул. Зенкова, 24а                        |
| Дом генерал-губернатора (Алматинский военный госпиталь)                                                                                           | Дом губернатора                                                                                   | 1894, архитектор В.Брусенцов                                                                               | ул. Казыбек би, 22                      |
| Здание Мужской гимназии (на 1993 год Казахский государственный институт театра и кино)                                                            | Корпус Казахского национального педагогического университета (бывшая Верненская мужская гимназия) | 1892—1895, архитектор П. В. Гурдэ                                                                          | ул. Казыбек би, 28                      |
| Здание пансиона Верненской гимназии (Республиканская детская библиотека)                                                                          | Здание, в котором располагался верненский пансион                                                 | 1907, архитектор П. В. Гурде при участии А. П. Зенкова                                                     | пр. Достык, 15                          |
| Здание Женской гимназии (учебный корпус Алматинского государственного университета имени Абая)                                                    |                                                                                                   | 1904, архитектор А. П. Зенков                                                                              | ул. Толе би, 31                         |
| Дом директора Мужской гимназии, в котором позднее жил государственный деятель, академик, С. Д. Асфендияров (Посольство Турецкой Республики)       |                                                                                                   | 1902 | ул. Толе би, 29                         |
| Здание Верненского городского четырехклассного начального училища (Министерство культуры Республики Казахстан)                                    | Здание представительства Министерства культуры и информации Республики Казахстан                  | 1890, архитектор А. П. Зенков                                                                              | ул. Гоголя, 37                          |
| Здание Пушкинского женского училища, в котором размещалась первая в Казахстане музыкальная школа имени Амре Кашаубаева (городская санэпидстанция) | Здание Пушкинского училища                                                                        | 1892-1895, архитектор П.Гурдэ                                                                              | ул. Гоголя, 45                          |

## Нарушения на территории заповедника

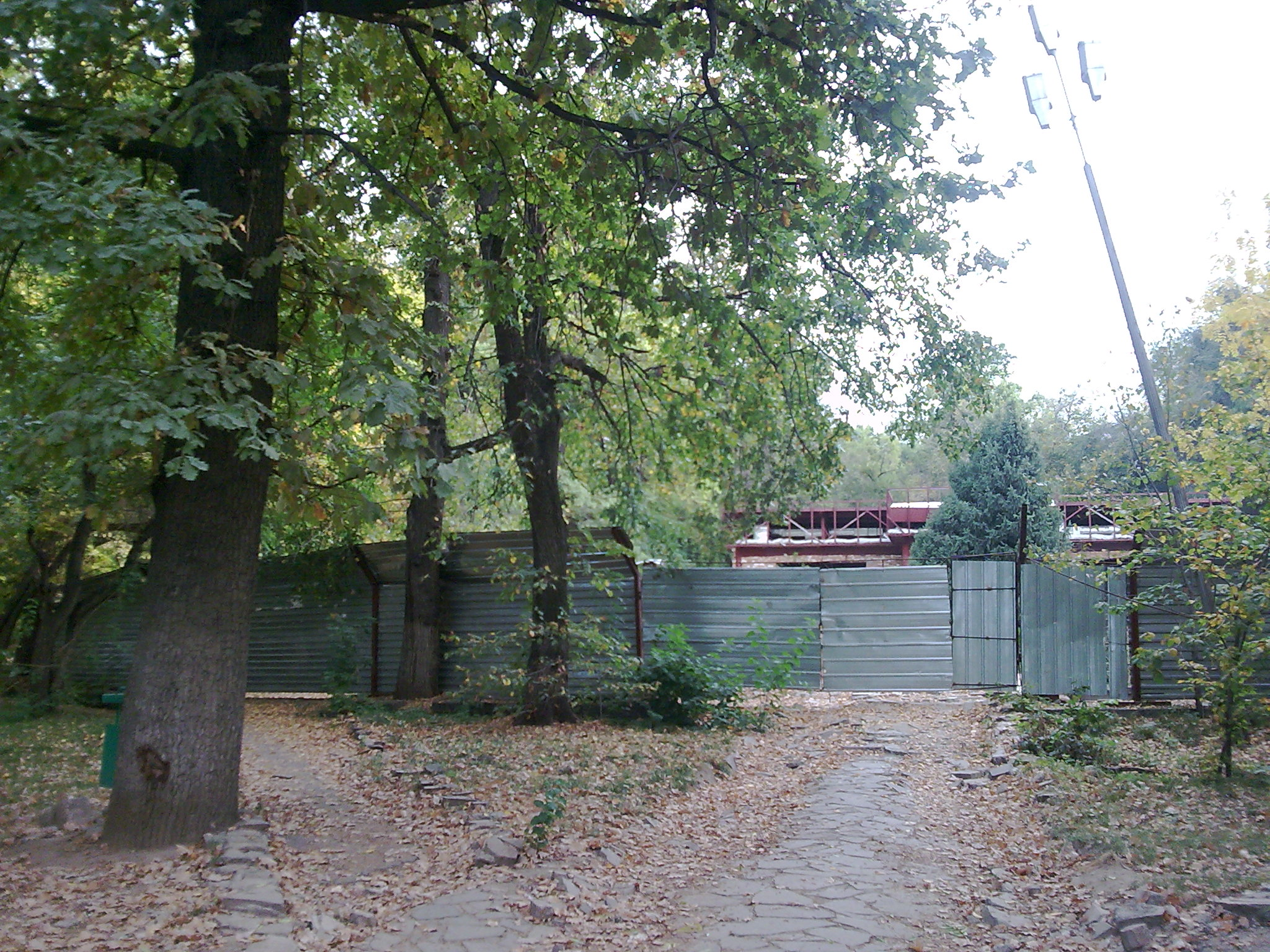
Незаконное строительство в парке имени 28-ми панфиловцев. 4.10.2013 года

Согласно постановлению Правительства Республики Казахстан на территории историко-архитектурного заповедника запрещено любое новое строительство, а разрешена только реконструкция существующих объектов. Однако, несмотря на это, действующие нарушения постоянно нарушаются.
В парке 28-ми героев-панфиловцев в 2006 году муниципальная земля площадью 0,15 га была продана в частное владение. Официально заявлялось, что это необходимо для реконструкции фонтана и летнего кафе, при этом на паспорте объекта в 2010 году о строительстве кафе не указано.
В 2013 году был подписан акт приёмки работ, однако построенное сооружение не соответствует разрешению ГАСК на реконструкцию «Колоннады с фонтанами и кафе» со сносом старого ветхого кафе.
При этом, в 2016 году ГАСК Алма-Аты в течение двух дней дал два взаимоисключающих ответа на соответствие целям реконструкции.
Верненское городское женское училище было реконструировано для целей общественного питания и здание полностью потеряло исторический вид. Дом генерал-губернатора был сожжён в 90-х годах, а на его месте был построен многоэтажный жилой комплекс.